# Contea di Qiu
La contea di Qiu (邱县S, Qiū XiànP) è una contea della Cina, situata nella provincia di Hebei e amministrata dalla prefettura di Handan.